# Indophaea cardinalis
Indophaea cardinalis är en trollsländeart som först beskrevs av Fraser 1924.  Indophaea cardinalis ingår i släktet Indophaea och familjen Euphaeidae. Inga underarter finns listade i Catalogue of Life.